# Liste des plus grandes entreprises africaines
| Rang | Rang dans le Forbes 2000 | Nom                     | Siège social  | Pays           | Chiffre d'affaires (Mrd $) | Bénéfice (Mrd $) | Fonds de commerce (Mrd $) | Valeur marchande (Mrd $) | Secteur d'activité        |
| ---- | ------------------------ | ----------------------- | ------------- | -------------- | -------------------------- | ---------------- | ------------------------- | ------------------------ | ------------------------- |
| 1.   | 285.                     | Standard Bank Group     | Johannesbourg | Afrique du Sud | 9,34                       | 1,37             | 108,55                    | 15,39                    | Banque                    |
| 2.   | 361.                     | First Rand              | Johannesbourg | Afrique du Sud | 6,30                       | 1,22             | 69,47                     | 17,03                    | Banque                    |
| 3.   | 390.                     | Sasol                   | Johannesbourg | Afrique du Sud | 10,42                      | 1,44             | 13,18                     | 23,28                    | Produits pétroliers       |
| 4.   | 454.                     | Sanlam                  | Le Cap        | Afrique du Sud | 16,35                      | 0,58             | 39,86                     | 7,20                     | Assurances                |
| 5.   | 589.                     | Telkom                  | Pretoria      | Afrique du Sud | 6,90                       | 1,08             | 9,13                      | 14,09                    | Télécommunications        |
| 6.   | 815.                     | MTN Group               | Johannesbourg | Afrique du Sud | 4,64                       | 1,03             | 4,57                      | 16,18                    | Télécommunications        |
| 7.   | 976.                     | Remgro                  | Stellenbosch  | Afrique du Sud | 1,60                       | 1,41             | 6,34                      | 10,12                    | Conglomérat               |
| 8.   | 1114.                    | Bidvest Group           | Johannesbourg | Afrique du Sud | 9,45                       | 0,31             | 3,11                      | 5,08                     | Conglomérat               |
| 9.   | 1145.                    | Impala Platinum         | Johannesbourg | Afrique du Sud | 1,89                       | 0,79             | 3,13                      | 11,41                    | Mines                     |
| 10.  | 1155.                    | Imperial Holdings       | Ekurhuleni    | Afrique du Sud | 6,40                       | 0,35             | 4,31                      | 4,67                     | Transport                 |
| 11.  | 1280.                    | Barloworld              | Johannesbourg | Afrique du Sud | 6,19                       | 0,29             | 4,41                      | 4,03                     | Conglomérat               |
| 12.  | 1301.                    | Orascom Telecom         | Le Caire      | Égypte         | 2,06                       | 0,33             | 4,03                      | 13,24                    | Télécommunications        |
| 13.  | 1508.                    | Naspers                 | Le Cap        | Afrique du Sud | 2,23                       | 0,42             | 2,35                      | 5,66                     | Media                     |
| 14.  | 1524.                    | Metropolitan Holdings   | Le Cap        | Afrique du Sud | 3,02                       | 0,30             | 7,79                      | 1,32                     | Services Financiers       |
| 15.  | 1717.                    | ANSDK                   | Alexandrie    | Égypte         | 1,36                       | 0,41             | 1,64                      | 3,91                     | Fer & Acier               |
| 16.  | 1763.                    | Orascom                 | Le Caire      | Égypte         | 1,41                       | 0,18             | 2,10                      | 8,11                     | Matériaux de Construction |
| 17.  | 1766.                    | Attijariwafa Bank       | Casablanca    | Maroc          | 1.57                       | 0.45             | 13,11                     | 3,55                     | Banques                   |
| 18.  | 1812.                    | Gold Fields             | Johannesbourg | Afrique du Sud | 1,77                       | 0,03             | 3,61                      | 10,75                    | Mines                     |
| 19.  | 1841.                    | Sappi                   | Johannesbourg | Afrique du Sud | 4,88                       | -0,21            | 5,62                      | 2,86                     | Papier                    |
| 20.  | 1892.                    | Steinhoff International | Johannesbourg | Afrique du Sud | 2,88                       | 0,24             | 3,62                      | 3,71                     | Mobilier                  |
| 21.  | 1894.                    | Alexander Forbes        | Johannesbourg | Afrique du Sud | 0,74                       | 0,07             | 14,66                     | 1,17                     | Services Financiers       |
| 22.  | 1989.                    | Tiger Brands            | Johannesbourg | Afrique du Sud | 2,35                       | 0,25             | 1,41                      | 4,00                     | Alimentaire               |